# 상집합

집합 의 부분 집합이 부분 순서로 나열되어 있다. 원소 1을 포함하는 모든 집합(녹색)은 상집합이며, 이는 추가로 필터를 이룬다.

순서론에서 상집합(上集合, 영어: upper set, upward-closed set, upset)은 {\displaystyle S}에 속하는 원소보다 더 큰 임의의 원소 역시 {\displaystyle S}에 속하는, 원순서 집합의 부분 집합 {\displaystyle S}이다. 마찬가지로, 하집합(下集合, 영어: lower set, downward-closed set, downset)은 {\displaystyle S}에 속하는 원소보다 더 작은 임의의 원소 역시 {\displaystyle S}에 속하는, 원순서 집합의 부분 집합 {\displaystyle S}이다.

## 정의
원순서 집합 {\displaystyle (X,\lesssim )}의 부분 집합 {\displaystyle S\subseteq X}의 상폐포(上閉包, 영어: upper closure)는 다음과 같은 부분 집합이다.
{\displaystyle \uparrow S=\{x\in X\colon \exists s\in S\colon s\lesssim x\}}
이는 {\displaystyle S}를 포함하는 최소 상집합이다.
원순서 집합 {\displaystyle (X,\lesssim )}의 부분 집합 {\displaystyle S\subseteq X}의 하폐포(下閉包, 영어: lower closure)는 다음과 같은 부분 집합이다.
{\displaystyle \downarrow S=\{x\in X\colon \exists s\in S\colon x\lesssim s\}}
이는 {\displaystyle S}를 포함하는 최소 하집합이다.
원순서 집합 {\displaystyle (X,\lesssim )}의 부분 집합 {\displaystyle S\subseteq X}에 대하여 다음 조건들이 모두 서로 동치이며, 이를 만족시키는 부분 집합을 상집합(上集合, 영어: upper set)이라고 한다.
- 임의의 {\displaystyle x\in S} 및 {\displaystyle y\in X}에 대하여, {\displaystyle x\lesssim y}라면 {\displaystyle y\in S}이다.
- {\displaystyle \uparrow S\subseteq S}
- {\displaystyle \uparrow S=S}
- {\displaystyle s\in S} 및 사슬 {\displaystyle C\subseteq X}에 대하여, 만약 {\displaystyle \{s\}=\min C}라면, {\displaystyle C\subseteq S}이다.
- {\displaystyle X\setminus S}는 하집합이다.

원순서 집합 {\displaystyle (X,\lesssim )}의 부분 집합 {\displaystyle S\subseteq X}에 대하여 다음 조건들이 모두 서로 동치이며, 이를 만족시키는 부분 집합을 하집합(下集合, 영어: lower set)이라고 한다.
- 임의의 {\displaystyle x\in S} 및 {\displaystyle y\in X}에 대하여, {\displaystyle y\lesssim x}라면 {\displaystyle y\in S}이다.
- {\displaystyle \downarrow S\subseteq S}
- {\displaystyle \downarrow S=S}
- {\displaystyle s\in S} 및 사슬 {\displaystyle C\subseteq X}에 대하여, 만약 {\displaystyle \{s\}=\max C}라면, {\displaystyle C\subseteq S}이다.
- {\displaystyle X\setminus S}는 상집합이다.

## 성질
원순서 집합 {\displaystyle (X,\lesssim )}의 상집합들의 (유한 또는 무한) 족 {\displaystyle (U_{i})_{i\in I}}의 교집합
{\displaystyle \bigcap _{i\in I}U_{i}}
및 합집합
{\displaystyle \bigcup _{i\in I}U_{i}}
역시 상집합이다. 마찬가지로, 하집합들의 (유한 또는 무한) 족의 교집합과 합집합 역시 하집합이다.
따라서, 원순서 집합 {\displaystyle (X,\lesssim )}의 상집합들의 족은 (부분 집합 관계에 대하여) 완비 격자를 이룬다. 마찬가지로, {\displaystyle (X,\leq )}의 하집합들의 족 역시 완비 격자를 이룬다.

### 반사슬과의 관계
부분 순서 집합 {\displaystyle (X,\leq )}의 상집합 {\displaystyle U\subseteq X}의 극소 원소들의 집합 {\displaystyle \min U}는 {\displaystyle X}의 반사슬을 이룬다. 마찬가지로, {\displaystyle (X,\leq )}의 하집합 {\displaystyle L\subseteq X}의 극대 원소들의 집합 {\displaystyle \max L}은 {\displaystyle X}의 반사슬을 이룬다.
반대로, 부분 순서 집합 {\displaystyle (X,\leq )}의 반사슬 {\displaystyle A\subseteq X}가 주어졌을 때, {\displaystyle \uparrow A}는 상집합이며
{\displaystyle \min \uparrow A=A}
{\displaystyle \max \downarrow A=A}
이다. 따라서, {\displaystyle X}의 반사슬 집합에서 상집합 집합으로 가는 함수
{\displaystyle \uparrow \colon \operatorname {Antichain} (X,\leq )\to \operatorname {Upper} (X,\leq )}
는 단사 함수이며,
{\displaystyle \max \colon \operatorname {Upper} (X,\leq )\to \operatorname {Antichain} (X,\leq )}
는 그 왼쪽 역사상이자 전사 함수이다.
만약 {\displaystyle (X,\leq )}가 내림 사슬 조건을 만족시킨다면 이 두 함수는 전단사 함수이다. 그러나 일반적 부분 순서 집합에 대해서는 전단사 함수가 아닐 수 있다. 예를 들어, 실수의 전순서 집합에서 양의 실수의 부분 집합 {\displaystyle \mathbb {R} ^{+}\subseteq \mathbb {R} }는 상집합이지만 극소 원소를 갖지 않는다.

## 예

### 자명한 상집합·하집합
임의의 원순서 집합 {\displaystyle (X,\lesssim )}에 대하여, {\displaystyle X}는 스스로의 상집합이자 하집합이며, 또 공집합 {\displaystyle \varnothing \subseteq X} 역시 {\displaystyle X}의 상집합이자 하집합이다.

### 주 필터와 주 아이디얼
임의의 원순서 집합 {\displaystyle (X,\lesssim )}의 원소 {\displaystyle x\in X}에 대하여,
{\displaystyle \uparrow \{x\}=\{y\in X\colon x\lesssim y\}}
{\displaystyle \downarrow \{x\}=\{y\in X\colon y\lesssim x\}}
는 각각 상집합과 하집합을 이룬다. 사실, 이들은 각각 필터와 아이디얼을 이룬다.

### 실직선
실수의 전순서 집합 {\displaystyle (\mathbb {R} ,\leq )}의 상집합은 항상 다음 네 가지 가운데 하나이다.
- {\displaystyle (a,\infty )} ({\displaystyle a\in \mathbb {R} })
- {\displaystyle [a,\infty )} ({\displaystyle a\in \mathbb {R} })
- {\displaystyle \mathbb {R} }
- {\displaystyle \varnothing }

마찬가지로, 실수의 전순서 집합 {\displaystyle (\mathbb {R} ,\leq )}의 하집합은 항상 다음 네 가지 가운데 하나이다.
- {\displaystyle (-\infty ,a)} ({\displaystyle a\in \mathbb {R} })
- {\displaystyle (-\infty ,a]} ({\displaystyle a\in \mathbb {R} })
- {\displaystyle \mathbb {R} }
- {\displaystyle \varnothing }

### 정렬 집합
순서수는 스스로 미만의 다른 순서수들의 집합으로 여길 수 있다.
{\displaystyle \alpha =\{\beta \in \operatorname {Ord} \colon \beta <\alpha \}}
이 경우, 두 순서수 {\displaystyle \alpha ,\beta }에 대하여, 만약 {\displaystyle \alpha \leq \beta }라면 {\displaystyle \alpha }는 {\displaystyle \beta }의 하집합이다.
순서수 {\displaystyle \alpha }의 모든 상집합은 다음과 같은 꼴이다.
{\displaystyle \{\beta \in \operatorname {Ord} \colon \beta _{0}\leq \beta <\alpha \}} ({\displaystyle \beta _{0}\leq \alpha +1})
순서수 {\displaystyle \alpha }의 모든 하집합은 다음과 같은 꼴이다.
{\displaystyle \{\beta \in \operatorname {Ord} \colon \beta <\beta _{0}\}} ({\displaystyle \beta _{0}\leq \alpha +1})